# 邁斯亞夫空襲
當地時間2024年9月8日，以色列空襲位於敘利亞西北部邁斯亞夫附近的敘利亞科學研究中心分部。據敘利亞國營媒體報導，這次襲擊造成至少18人死亡。英國的敘利亞人權觀察組織則表示，死亡人數為27人。

## 空襲
敘利亞軍方稱，以色列戰機於格林威治標準時間20:20左右，飛越黎巴嫩西北部並對「敘利亞中部的多個軍事據點」發射導彈，其中部分導彈已被攔截。邁斯亞夫至烏雲干河的高速公路受損，海爾阿巴斯森林區也發生火災。
《紐約時報》和《Axios》報導援引西方官員的說法，指出以色列空軍的沙爾達格突擊隊在空襲的掩護下乘直升機抵達現場，摧毀敘利亞政府的盟友黎巴嫩真主黨和伊朗用來製造精確導引導彈的地下設施。
敘利亞人權觀察組織和西方情報機構此前曾指認敘利亞科學研究中心是敘利亞化學武器和導彈開發計劃的負責機構。敘利亞人權觀察組織也聲稱，伊朗革命衛隊的軍官過去六年一直駐守於該地點，然而伊朗外交部發言人納賽爾·卡納尼對此說法未置可否。據報導，這次以色列行動原本計劃為地面突襲，原因在於過去幾年的空襲迫使真主黨和伊朗將活動轉移至地下，尤其是隨著以色列—哈馬斯戰爭的升級，衝突進一步加劇。

## 反應
- 以色列：以色列軍方對此次襲擊未予置評[3]。

- 叙利亚：外交部譴責這次襲擊為「公然的侵略行為」[3]。

- 伊朗：外交部稱這次襲擊為「犯罪攻擊」[3]。

- 古巴：外交部長布魯諾·羅德里格斯·帕里利亞則譴責此次行動為以色列的侵略行為，並認為此舉加劇區域緊張局勢[6]。